# Verdaguer 7
El Grup de pintors Verdaguer 7, anomenat simplement Verdaguer 7, és una entitat berguedana impulsada per Joan Ferrer el 1988, que té per objectiu el foment de l'aprenentatge i la difusió de les arts plàstiques, en especial la pintura.

## Trajectòria
El col·lectiu de pintors deu el seu nom a la primera de les sales d'exposició d'arts plàstiques que ha gestionat, que estava ubicada al número 7 del carrer Verdaguer de Berga. El 2019 estava format per 12 artistes. El febrer de 2019 van inaugurar una nova sala d'exposicions al número 2 del carrer Ciutat, amb el compromís d'exposar-hi treballs de tota mena d'artistes no restringits als del grup, i ajudar alhora a dinamitzar l'eix comercial del carrer Major.
El 2015 va crear Amics de Joan Ferrer per impulsar una nova sala d'exposicions al convent de Sant Francesc, que havia tancat un any abans, que fou inaugurat el 27 de setembre de 2019 amb l'exposició antològica Joan Ferrer. El tacte de la llum.